# 성적 매력
성적 매력(性的魅力, sex(ual) attraction)은 개인적인 성적 욕구의 근거, 또는 성적 관심을 불러일으키는 개인적인 자질을 말한다. 영어로 이성(異性)적 매력이란 걸 강조할 때는 'opposite-sex attraction'이라고 한다.
섹스 어필은 다른 사람에게 성적인 흥미를 일으키는 개인의 소통과 능력으로, 성선택이나 배우자 선택의 요소도 된다. 성적 매력은 육체적이거나 다른 자질, 개인의 특성으로 나타날 수 있다. 개인의 외양이나 몸짓, 목소리, 냄새, 그 외의 요인이 성적 매력이 될 수 있으며, 더불어 장신구, 의상, 향수, 머리 모양 등의 '취향의 추구'를 드러내는 것을 의미한다. 또한, 개인의 유전이나 심리, 문화적 요인과 같이 확실한 형태가 없는 특성을 믿어 이해함으로써 영향을 받을 수 있다.
성적 매력의 객관적인 기준을 제시하고, 더 나아가 이것을 자본주의 생업의 자산으로써 측정하려는 시도에 의한 직업과 산업을 향한 영향력은 역사를 계속하면서 끊이지 않고 있으며, 개인의 성적 매력은 일반적으로 타인의 흥미, 지각, 성적 적응에 따라서 주관적인 측정이 이루어진다. 예를 들어서, 게이나 레즈비언은 대체로 다른 성을 가진 사람보다 같은 성을 가진 사람에게만 신체적 접촉을 원하는 매력을 느끼며, 양성애자는 양쪽 성 모두에게 그런 욕구의 매력을 느낀다. 무성애는 양쪽 성에 대한 육체적 접촉을 욕망하는 성적 매력을 경험하지는 않지만, 정신적인 또는 개인적 철학에 이끌리는 매력 (동성로맨틱, 또는 양성로맨틱, 이성로맨틱)으로까지 정의되고 있다. 대인 매력은 육체적, 또는 정신적 유사성, 친밀성, 유사성, 상보성, 상호 호감, 강화와 같은 요인이 포함된다.

## 사회적 생물학적 요인
인간의 성(Human sexuality)은 많은 측면을 가지고 있다. 생물학에서 성이란 생식 기제(reproductive mechanism)를 의미하며, 성별 구분이 있고 생식을 하는 모든 생물종에게 존재하는 기본적인 생물학적 욕동이며, 성교(sexual intercourse)와 모든 유형의 성적 접촉(sexual contact) 뜻을 아우르기도 한다. 또한 성에 있어 감정적 신체적 측면도 존재한다. 이것들은 개인들 사이에의 유대와 연관되어 있으며, 깊은 감정이나 정서를 통하여 표현되기도 한다.
사회학적으로는 문화, 정치, 법률 측면을 모두 아우를 수 있다.
철학적으로는 도덕, 윤리, 신학, 영성, 종교 측면을 아우를 수 있다.
개인의 성의 측면이 타인을 매혹하는 것은 문화적 요인에 영향받는다. 시간이 지나면서는 물론 개인적 요인에 따라서도 다양하다. 영향 요인은 서브컬쳐 내에서도 지역의 영향을 받아 결정되며, 성적 영역(sexual field)을 가로질러서, 혹은 단순히 개인의 선호에 의해서 결정되기도 한다. 개인 선호는 유전적 요인, 심리적 요인, 문화적 요인의 결과로서 발생한다.
개인의 용모(physical appearance)는 성적 매력성에 중요한 영향을 끼친다. 용모가 감각에 주는 영향, 특히 관계의 시작에서 중요한 역할을 한다.
- 시각(Visual perception) : 얼굴대칭(facial symmetry), 신체적 매력(physical attractiveness), 피부(Human skin), 행동이나 움직임(예 : 춤출 때의 움직임)
- 청력(Audition) : 타인의 음성과 움직임이 들리는 방식
- 후각(Olfaction) : 타인의 냄새, 자연스러운 건지 아니면 인공적인 건지, 나쁜 냄새는 역겨울 수 있음

다른 동물처럼, 페로몬(pheromone)은 영향이 있디만, 인간의 경우 중요도가 덜하다. 이론적으로 페로몬이 나쁘면 외모가 매력적이어도 혐오를 일으킬 수 있다. 종종 좋은 향수 냄새는 상대방에게 주변 공기를 더 깊게 들이마시게 하여, 페로몬을 더 깊게 들이마시게 한다. 대인관계의 페로몬의 중요성은 제한되어 있고 논쟁이 분분하지만 과학적 기반이 있는 듯 하다.
일부는 성적 페티시즘(sexual fetishism) 수준이 높으며, 성적 각성(sexual arousal)과 관련되지 않은 다른 자극에 의하여 성적 각성이 되기도 한다. 이러한 페티시즘이 각 문화에 현존하거나 이전에 있었던 정도에 대하여서는 논쟁이 분분하다.
페로몬은 사람 간의 성적 매력에 있어 중요한 역할을 하는 걸로 알려졌다. 이들은 생식호르몬(gonadal hormone) 분비에 영향을 주는데, 여성의 경우 난소의 모낭 성숙(follicle maturation)과 남성의 경우 테스토스테론(testosterone)과 정자 생산 등에 영향을 준다.

## 높은 불안
1970년대 도널드 더튼(Donald G. Dutton)과 아서 아론(Arthur P. Aron)의 연구는 성적 매력과 높은 불안 조건 간의 관계를 밝혔다. 이를 위해 85명의 남성 참가자들은 매력적인 여성 면접관과 공포를 일으키는 현수교 혹은 일반 다리에서 만났다. 현수교에서 여성 면접관으로부터 주제통각검사(thematic apperception test, TAT, 특정 그림을 제시하고 이 그림에서 어떠한 상황이 벌어지는지 이야기하게 함으로써 피실험자의 무의식을 검사하는 검사)를 수행할 것을 요청받은 남성 참가자들은 일반 다리에서 주제통각검사를 수행한 남성 참가자들에 비하여 (통각검사에 관하여 서술한) 이야기에 성적 내용을 더 많이 작성하였고, 실험 이후에도 면접관과 접촉하려고 노력하였다. 다른 실험에서 80명의 집단으로부터 선택된 한 남성 참가자에게 예측되는 충격을 주었다. 같이 있던 매력적인 여성도 충격을 받았다. 주제통각검사 남성의 성적 심상화는 자신의 충격이 예측될 때 더 높았으며, 같이 있는 여성의 충격이 예상되었을 때는 높지 않았다.

## 매력 고양
인간은 다양한 이유로 인하여 의식적 혹은 무의식적으로 성적 매력을 고양하거나 섹스 어필을 강화한다. 우정, 생식, 친밀한 관계 등을 위해, 깊은 관계를 맺을 수 있는 사람을 유혹하는 것이다. 구애과정(courtship process)의 일부일 수도 있다. 신체적 혹은 대인관계와 관련한 과정이 수반되기도 하며 이를 통해 파트너를 유혹하고 관계를 유지한다. 이러한 과정들은 파트너를 유혹하고 성적 호기심을 유지하며, 플러팅(flirting; 추파던지기)가 여기에 포함된다. 이는 타인의 성적 관심을 끌어서 낭만적 혹은 성적 관계를 발전시키는데 사용하며, 바디랭귀지, 대화, 농담, 혹은 간단한 신체접촉도 포함된다.

## 같이 보기
- 용모
- 미인
- 미소년
- 미소녀
- 성욕
- 성감대
- 성적 각성
- 섹스 심벌